# Machiko Satonaka
Machiko Satonaka (里中満智子 Satonaka Machiko?, nacida el 24 de enero, 1948) es una mangaka japonesa. Sus obras son generalmente del estilo shōjo. Satonaka debutó con Pia no Shouzou, por el cual recibió el premio Kodansha New Faces award. Además de este premio, ella ha recibido otros premios, incluyendo el de 1982, Kodansha Manga Award en la categoría general por Karyūdo no Seiza (Constellation of the Hunter)